# Război aerian

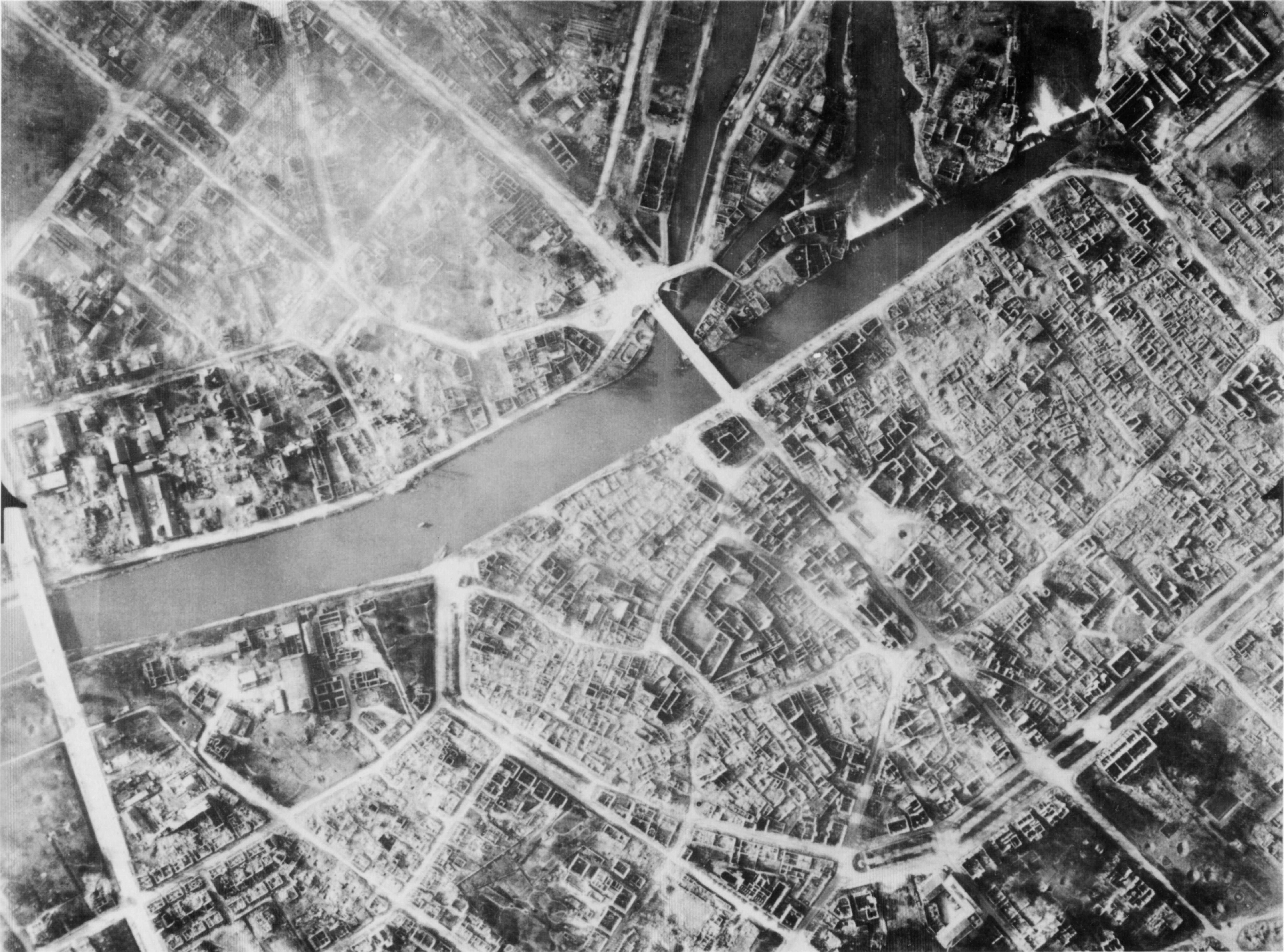
Orașul Heilbronn, distrus de aliați la data de 31 martie 1945

Războiul aerian  este o formă a războiului modern, ea este caracterizată prin faptul că operațiunile militare sunt executate prin aviație care efectuează bombardamente pe teritoriul inamicului. Ca mijloc de combatere de pe sol a operației aeriene este apărarea antiaeriană. Avioanele bombardiere mai pot fi atacate de avioanele inamice de vânătoare. 
Un atac aerian are în general scop bombardarea unor obiecte importante ca și căi ferate, poduri, gări de cale ferată, zone industriale, sau șosele de importantă strategică. 
Excepție de la aceste obiecte este uneori utilizată o bombardare masivă pentru intimidarea populației, ca de exemplu bombardarea de către aliați a orașului Leipzig, în Germania fiind deja distrus sistemul de apărare antiaeriană. Unii experți militari ca Daniel Moran consideră că scopul atacului aerian de intimidare a populației nu și-a atins țelul. 